# Bokseren (film fra 1923)
Bokseren er en amerikansk stumfilm fra 1923 af Hobart Henley.

## Medvirkende
- Reginald Denny som Pat Glendon, Jr
- Mabel Julienne Scott som Maude Sangster
- Charles K. French som Pat Glendon, Sr
- Hayden Stevenson som Sam Stubener
- David Torrence som Mortimer Sangster
- George Stewart som Wilfred Sangster